# 조선 후기의 농촌 사회
이 문서는 조선 후기의 농촌 경제와 사회 변동에 대해 설명한 글이다.

## 개관
조선 후기의 농촌 사회는 여러모로 변동하고 있었다. 경제적 계층 분화에서 생겨나 영세 소작농의 증가는 그 중에서도 두드러진 문제였다. 계층 분화 현상은 시대의 진전과 더불어 더욱 격화되었고, 따라서 그에 수반하는 병작전호(竝作佃戶)의 증가는 농업 경영에서 하나의 유형을 이룰 만큼 일반화되고 있었다.
다른 하나의 유형으로는 국가 권력을 배경으로 사궁장토나 아문둔전(衙門屯田) 등에서 이루어진 농업 경영 형태가 있다. 농민의 농지 소유가 영세하다는 것이 그들이 가난하다는 것만을 의미하지는 않았다. 오히려 이와 반대의 현상이 조선 후기의 농촌 사회에 나타나게 되었던 것이다. 그것은 조선 왕조가 본래 지니고 있었던 사회 신분제에 변동이 일어나고 있는 증거였다. 여유 있는 농민들이 축적한 부로써 납속하거나 모속(冒屬)하여 상급 신분으로 상승해 가는 데서 초래되는 현상이었다. 이러한 사실은 이 시기의 농촌 사회에 관해서 상반되는 두 면을 보여주어 일견 모순되는 것 같았다.
그러나 어느 쪽도 사실과 다른 것은 아니었다. 양자는 서로 모순되는 것같이 보이지만 실제에서는 무관한 사이로 괴리되어 있는 것이 아니었다. 양자는 밀접하게 관련되어 있었다. 그것은 소작지의 차경(借耕)과 상업적 농업 경영의 성행, 부업으로서의 상공업 종사, 농업 기술의 발달, 그밖에 여러 가지 요인으로 인해 이 시기의 농업 생산력이 발달하고 있는 데서 오는 것이었다.
조선 왕조에서는 이러한 변동에 대처하여 여러 가지 대책을 마련하지 않으면 안 되었다. 사회 경제 정책이나 제반 제도는 변천하고 있는 현실에 맞도록 변혁, 개정되지 않으면 안 되는 것이었다. 전세 제도와 양전법의 개정, 대동법이나 균역법의 실시, 사회 신분제의 점진적인 해방을 위한 노비 추쇄법·종모법(從母法) 등의 폐지, 화폐 및 상공업에 대한 적극적인 시책 등은 그 중에서도 두드러진 정책이었다. 그리고 이러한 정책 전환이나 제도 개혁을 위해서는 그에 대한 깊은 이해가 필요하므로 학문적인 연구도 성행하게 되었다.
이리하여 이 시기에는 변모하는 사회에 대처하여 농업 문제에 관한 학문이 크게 발달하고 있었다. 이러한 학문에는 실학자로 불리는 학자는 물론이고, 정치가와 농촌 지식인 등 실로 많은 사람들이 참여하여 일가견을 내세웠다. 이들의 연구는 주로 전정(田政)에 관한 일련의 제도적인 연구와 농업 기술을 중심으로 한 농학의 연구로 나타났다. 이러한 농학의 연구 성과는 농서로서 편찬되었으니, 여기에는 《과농소초》, 《해동농서》, 《임원경제지》 등이 있다.

## 전세의 개편
전란 후의 긴급한 과제는 파괴된 경제를 복구하여 민생을 안정시키고 국가재정을 확보하는 일이었다. 이와 관련하여 각종 부세제도를 개선하는 일이 추진되었고, 먼저 전세(田稅) 제도의 개선이 이루어졌다.
임진왜란 직후 전국의 전결수(田結數)는 전쟁 이전의 3분의 1로, 인구는 10분의 1이하로 줄어들었는데, 가장 피해가 컸던 경상도는 전쟁 전의 약 6분의 1로 농지가 감소되었다. 토지의 황폐화와 토지대장(量案)의 소실 등이 주요 원인이었다. 전후에 계속하여 진전(陳田)이 개간되고 양전 사업이 실시되면서 토지 결수는 점차 늘어났다. 이에 따라 광해군대에는 54만 결, 인조 때에는 120만 결, 숙종 때에는 140만 결, 그리고 영조·정조 때에는 최고 145만 결까지 증가하였다.
그러나 토지 결수의 증가에도 불구하고 국가의 수세지는 전결수의 약 60%에 지나지 않았으며, 나머지는 궁방전(宮房田)이나 관둔전(官屯田) 등 면세지였다. 더욱이 인조 때에는 전세 부담을 낮추고 공평화하기 위해 영정법(永定法)을 실시하였다. 그 결과 전세율이 1결마다 4~6두로 고정되고, 종전의 수등이척(隨等異尺)과 연분 9등을 폐지하여 양전하는 자(尺)를 통일하되, 그 대신에 토지의 등급에 따라 1결의 면적을 달리하는 이적동세(異積同稅)를 실시하였다. 그 결과 전세율이 종전보다 낮아진 것은 사실이나, 수세지와 전세율의 감소로 국가의 전세 수입은 현저히 줄어들어 16세기 후반에는 국가의 매년 수입이 20만 석, 17세기에는 8만여 석으로 줄었다가 17세기 말에 13만 석으로 약간 회복하였다.
국가는 전세 수입의 부족을 다른 방법으로 보충하지 않으면 안 되었으니, 삼수미(三手米)와 대동미(大同米) 등 가공 부가세가 추가되어, 18세기 말에는 대략 1결당 쌀 40두에 이르렀다. 이러한 농민 부담은 당시의 토지 생산력에 비추어 무거운 것은 아니었으며, 국가 수입은 상대적으로 늘어나서 재정의 안정을 되찾게 되었다.

## 상업적 농업의 등장
왜란과 호란으로 황폐된 농촌을 재건하려는 운동은 국가사업으로 나타나서 호적과 산업이 재정비되고 면리제(面里制)와 오가작통(五家作統)이 실시되기도 하였다. 한편 농촌 복구 사업은 자신들의 옛 생활기반을 되찾으려는 지방양반들의 자발적인 노력으로 나타났으니 읍지(邑誌) 편찬이 전후에 활기를 띠게 되는 이유가 여기에 있다.
농촌 복구 사업은 우선 농업 생산과 직결된 수리 시설의 보완을 필요로 하였다. 1662년(현종 3년) 제언사(堤堰司)가 설치되고, 1778년(정조 2년)에 제언절목(堤堰節目)이 반포되어 국가의 지원을 받아 제언·보·저수지 등이 새로이 축조되거나 보수되었다. 그리하여 18세기 말에는 큰 저수지가 3,590개소, 작은 저수지가 2,265개소, 합하여 저수지의 총수가 약 6천 개에 달하였다. 그 중에서도 수원의 서호(西湖), 김제의 벽골제, 홍주의 합덕제(合德堤), 연안의 남대지(南大池) 등은 가장 큰 저수지로 꼽혔다. 한편 강화도를 비롯한 서해안 일대에는 간척 사업이 활기를 띠어 농경지가 크게 늘어났다.
수리 시설의 확장은 수전 농업이 발전하여 밭이 논으로 많이 바뀌고, 모내기법(이앙법)이 더욱 보급되었다. 모내기법은 논에 직접 씨를 뿌리는 직파법에 비해 김매기에 필요한 노동력이 크게 줄어들고, 단위면적당 수확량이 늘어났을 뿐 아니라, 모내기 이전에 본전(本田)에 보리를 심을 수가 있어서 벼와 보리(또는 밀)의 이모작(二毛作)이 가능하게 되었다.
밭에서도 밭고랑과 밭이랑을 만들어 밭고랑에다 곡식을 심는 이른바 견종법(畎種法)이 보급되어 노동력을 절감하는 효과를 가져왔다. 또한 보리(또는 밀)와 콩(또는 조)을 매년 두 번씩 재배하는 그루갈이(근경법)가 성행하였다. 이와 같이 모내기법과 견종법이 널리 보급됨으로써 노동력이 절감되어 한 사람이 경작할 수 있는 경지면적이 늘어나게 되었다. 이에 따라 한 집에서 넓은 토지를 경영하는 이른바 광작(廣作)이 성행했는데, 광작은 지주도 할 수 있고, 병작인도 할 수 있었다.
광작이 성행함에 따라 부농과 빈농의 계급분화가 촉진되고, 농민들은 병작지를 얻기가 더욱 힘들어져서 점차 상공업자나 임노동자로의 직업 이동을 촉진하게 되었다.
한편, 18세기경부터 상품유통이 활발해지면서 농업 분야에서도 상품화를 전제로 하는 상업적 농업이 발달하기 시작하였다. 인삼·담배·채소·과일·약재의 재배에서 그러한 현상이 두드러졌다. 특히 인삼과 담배는 가장 인기 있는 상업 작물로서 재배되었다. 이들 상업 작물은 일반 농산물보다도 수익성이 높았다. 특히 수출 상품으로 인기가 높았던 인삼은 개성을 중심으로 하여 경상도·전라도·충청도 각지에서 널리 재배되었고, 담배도 17세기 초에 일본에서 전래된 뒤로 전라도 지방을 중심으로 전국에서 재배되었다. 한양 근교의 왕십리·송파 등지에서는 인구가 늘어난 한양 주민을 상대로 하여 채소 재배가 성하였다.
전란을 겪으면서 기근에 대비한 구황작물의 필요성이 높아져서 고구마(감저)·감자(마령서)·고추·호박·토마토 등 새로운 작물이 널리 재배되어 전보다 먹을거리가 많아졌다. 고구마는 1764년에 통신사로 갔던 조엄이 일본에서 가져오고, 감자는 청나라에서 종자를 들여왔다.
한편 농업의 발달에 따라 많은 농서가 출간되었다. 특히 강필리(姜必履)·김장순(金長淳) 등은 고구마 재배법을 깊이 연구하여 《감저보》, 《감저신보》 등을 각각 저술하였다. 효종 때 신속은 《녹사직설》, 《금양잡록》 등 기타 농서들을 묶어서 《농가집성(農家集成)》을 편찬하였고, 숙종 때 홍만선(洪萬選)은 농사와 의약에 관한 지식들을 모아 《산림경제(山林經濟)》를 펴냈다. 영조 때에 유중림(柳重臨)은 이를 증보하여 《증보산림경제》를 편찬하였다. 그 후 19세기 중엽에 서유구는 전원생활을 하는 선비에게 필요한 지식과 기술 그리고 기예와 취미를 기르기 위해 《임원경제지》라는 방대한 농촌생활 백과사전을 편찬하였다.
조선 후기에는 농가 경제 면에서도 커다란 변화가 일어났다. 과전법이 무너지고 왕실과 관료들은 생계의 대안을 세우기 위하여 토지겸병에 나서게 되었다. 왕실은 내수사(內需司)를 통하여 토지와 노비를 축적하고 장리(長利)로 불리는 고리대를 통해서 부를 축적하였다. 특히 왜란 후에는 바닷가의 황무지를 불하받거나 민전(民田)을 사들여 수만 결의 궁방전(宮房田)을 차지하였다. 관료들은 대개 개간 혹은 매입을 통하여 사유지를 늘려갔다. 고려시대와 다른 것은 토지겸병의 수단으로서 권력과 신분을 배경으로 한 약탈이 크게 줄어들었다는 사실이다. 지방사족들도 개간 혹은 매입을 통하여 토지를 늘려갔으며, 각 관청도 경비조달을 위하여 둔전(屯田)을 확대하여 갔다.
이와 같이 토지겸병이 촉진됨에 따라 자작농은 갈수록 줄어들고 대부분의 농민은 남의 토지를 빌려서 경작하는 병작농(竝作農)이거나, 아니면 자작과 병작을 겸하는 예가 많았다. 그러나 병작농이라 해서 지주에게 인격적으로 예속되어 있지는 않았다. 대체로 병작인 여러 지주의 토지를 병작하는 사례가 많아 한 사람의 지주에게 예속되지 않고 비교적 신분적으로 자유로울 수 있었다. 또한, 부자(지주)와 가난한 사람(병작인)이 한 마을에 섞여서 사는 모습은 한국에서만 볼 수 있는 현상이다.
병작 농민이 지주에게 바치는 지대는 수확의 반을 나누는 ‘타조법(打租法)’이 그대로 관행되었으나, 18세기 말경부터는 일부지방에서 정액세인 ‘도조법(賭租法)’이 유행하기 시작하였다. 도조는 대체로 수확량의 3분의 1을 표준으로 하여 정해졌으므로 타조보다 작인에게 유리하고, 또 일년 수입을 예상하여 계획된 농업 경영이 가능한 이점이 있었다. 그러나 도조법은 작인이 토지를 개간했거나 제방을 쌓거나 매수하였을 때에 성립하는 것이므로 일반적인 현상은 아니었다. 그리고 도지권을 가진 작인은 그 토지를 매매할 수도 있었으며, 지주에 대하여 보다 자유스런 관계를 가지면서 부를 축적할 수 있는 가능성이 있었다. 이 도조법은 뒤에 가서 현물 대신 화폐를 지대로 바치는 금납제로 서서히 바뀌어 갔다.

## 같이 보기
- 조선의 경제
- 실학